# Giorgio Gaslini
Giorgio Gaslini (Milán, 22 de octubre de 1929 − Borgo Val di Taro, 29 de julio de 2014) fue un pianista, compositor y director de orquesta italiano de jazz.

## Historial
Crecido en la escena musical milanesa de los años cuarenta, Gaslini tocaba el piano desde los siete años, mostrando desde muy pronto su inclinación por el jazz, género relativamente poco extendido en la Italia de la época, inmersa en la política cultural autárquica del régimen fascista. En 1949 se matricula en el conservatorio, en piano, composición y dirección de orquesta. 
Durante los años 1950, Gaslini desarrolló su trabajo desde la perspectiva de la third stream, en la búsqueda de la interacción entre el jazz y la música clásica, junto con su profesor y director de orquesta, Carlo María Giulini, y en el jazz de vanguardia y el jazz rock, especialmente durante los años 1970, colaborando con músicos como Anthony Braxton, Steve Lacy, Don Cherry, Roswell Rudd, Eddie Gómez, Max Roach, Nacci Alberto, Gato Barbieri o Jean-Luc Ponty. 
La obra de Gaslini ha sido muy heterogénea, desde variaciones sobre temas de Robert Schumann hasta revisiones del trabajo de Thelonious Monk, pasando por bandas sonoras cinematográficas, como La notte (1961) de Michelangelo Antonioni o, sobre todo, Profondo Rosso (1975) de Dario Argento, escrita en colaboración con María Grazia Fontana, con el grupo de rock progresivo Goblin. Desarrolló también una profusa actividad en el mundo de la música clásica, componiendo sinfonías y ballets (como Sprint, con el director Alberto Martelli, premiado en 1999 con el Premio Internacional de la Crítica de “Danza & Danza”), además de música de escena para teatro.

## Discografía parcial

### LP/CD
- 1967: New Sound Jazz #2 (Cinevox, CJ-2)
- 1968: Il fiume Furore (I dischi del sole, DS 167/169)
- 1969: Grido (Durium, ms AI 77199)
- 1969: Un quarto di vita (Durium, ms AI 77220; con I Nuovi Angeli y Edmonda Aldini)
- 1969: Africa! (Bluebell_Records - Serie OFF]], GO/LP 301; reeditado en 1970 por Produttori Associati, PA/LP 01; bajo el título de Giorgio Gaslini Quartet)
- 1970: Newport in Milan (Produttori Associati, PA/LP 02; como Giorgio Gaslini Big Band
- 1972: Una cosa nuova (Produttori Associati, PA/LP 45)
- 1973: Favola pop (Produttori Associati, PA/LP 48, 1973)
- 1973: Fabbrica occupata (Produttori Associati, PA/LP 51; con Jean Luc Ponty)
- 1974: Jazz a confronto: Mario Schiano e Giorgio Gaslini (Horo, HLL 101-8)
- 1974: Message (Basf, X 23312)
- 1974: Colloquio con Malcom X (PDU, PLD A 6004)
- 1975: Canti di popolo in jazz (PDU, PLD A 6043; con Bruno Tommaso)
- 1976: Jean Luc Ponty meets Giorgio Gaslini (Produttori Associati, PA/LP 64; con Jean Luc Ponty)

### Singles
- 1965: Un amore/Tema di Laide (La voce del padrone, 1996)

### Bandas sonoras
- La notte, dirigida por Michelangelo Antonioni (1961)
- Le tue mani sul mio corpo, dirigida por Brunello Rondi (1970)
- Anónimo veneciano, dirigida por Enrico Maria Salerno (1970) (participa como director musical)
- Un omicidio perfetto a termine di legge, dirigida por Tonino Ricci (1971)
- Quando le donne si chiamavano "Madonne" (1971)
- La notte dei diavoli, dirigida por Giorgio Ferroni (1972)
- Rivelazioni di un maniaco sessuale al capo della squadra mobile, dirigida por Roberto Bianchi Montero (1972)
- Le cinque giornate, dirigida por Dario Argento (1973)
- Profondo Rosso, dirigida por Dario Argento (1975)

## Obra escrita
- Giorgio Gaslini. Musica totale. Intuizioni, vita ed esperienze musicali nello spirito del '68. Milán, Giangiacomo Feltrinelli Editore, 1975
- Giorgio Gaslini. Il tempo del musicista totale. Milán, Baldini Castoldi Dalai editore, 2002. ISBN 8884901200)
- Giorgio Gaslini. Tecnica e arte del jazz. Il ritmo, le scale, gli accordi, la composizione, l'improvvisazione, le nuove strade. Milán, BMG Ricordi, 1982. ISBN 8875923566
- Giorgio Gaslini. Thelonious Monk. Viterbo, Stampa Alternativa, 1994. Edita nuevamente en 2003. ISBN 8872261465